# Olympische Sommerspiele 2012/Schwimmen – 200 m Lagen (Frauen)
Der Wettbewerb über 200 Meter Lagen der Frauen bei den Olympischen Spielen 2012 in London wurde am  30. und 31. Juli  2012 im London Aquatics Centre ausgetragen. 34 Athletinnen nahmen daran teil.
Es fanden fünf Vorläufe statt. Die 16 schnellsten Schwimmerinnen aller Vorläufe qualifizierten sich für die zwei Halbfinals, die am gleichen Tag ausgetragen wurden. Für das Finale qualifizierten sich die acht zeitschnellsten Schwimmerinnen beider Halbfinals.
Abkürzungen: WR = Weltrekord, OR = olympischer Rekord, NR = nationaler Rekord, PB = persönliche Bestleistung, JWB = Jahresweltbestzeit

## Bestehende Rekorde
| Weltrekord         | Ariana Kukors ( Vereinigte Staaten) | 2:06,15 min | Rom, Italien                | 27. Juli 2009   |
| Olympischer Rekord | Stephanie Rice ( Australien)        | 2:08,45 min | Peking, Volksrepublik China | 13. August 2008 |

## Titelträger
| Olympiasieger | Stephanie Rice ( Australien)     | 2:08,45 min | Peking 2008   |
| Weltmeister   | Ye Shiwen ( Volksrepublik China) | 2:08,90 min | Shanghai 2011 |
| Europameister | Katinka Hosszú ( Ungarn)         | 2:10,84 min | Debrecen 2012 |

## Vorlauf

### Vorlauf 1
30. Juli 2012
| Platz | Name                 | Nation            | Zeit        | Anmerkung |
| ----- | -------------------- | ----------------- | ----------- | --------- |
| 1     | Katarína Listopadová | Slowakei          | 2:16,81 min |           |
| 2     | Cheng Wan-jung       | Chinesisch Taipeh | 2:17,39 min |           |
| 3     | Emilia Pikkarainen   | Finnland          | 2:17,66 min |           |

### Vorlauf 2
30. Juli 2012
| Platz | Name                    | Nation     | Zeit        | Anmerkung |
| ----- | ----------------------- | ---------- | ----------- | --------- |
| 1     | Hanna Dserkal           | Ukraine    | 2:14,55 min |           |
| 2     | Lisa Zaiser             | Österreich | 2:14,56 min |           |
| 3     | Sycerika McMahon        | Irland     | 2:14,76 min |           |
| 4     | Ranohon Amanowa         | Usbekistan | 2:15,37 min |           |
| 5     | Erica Dittmer           | Mexiko     | 2:16,54 min | NR        |
| 6     | Eygló Ósk Gústafsdóttir | Island     | 2:16,81 min | NR        |
| 7     | Kim Daniela Pavlin      | Kroatien   | 2:17,17 min |           |

### Vorlauf 3
30. Juli 2012
| Platz | Name              | Nation             | Zeit        | Anmerkung |
| ----- | ----------------- | ------------------ | ----------- | --------- |
| 1     | Mireia Belmonte   | Spanien            | 2:11,73 min |           |
| 2     | Ariana Kukors     | Vereinigte Staaten | 2:11,94 min |           |
| 3     | Evelyn Verrasztó  | Ungarn             | 2:12,17 min |           |
| 4     | Theresa Michalak  | Deutschland        | 2:12,75 min |           |
| 5     | Amit Ivry         | Israel             | 2:13,29 min | NR        |
| 6     | Li Jiaxing        | China              | 2:13,43 min |           |
| 7     | Joanna Maranhão   | Brasilien          | 2:14,26 min |           |
| 8     | Erica Morningstar | Kanada             | 2:14,32 min |           |

### Vorlauf 4
30. Juli 2012
| Platz | Name                 | Nation             | Zeit        | Anmerkung |
| ----- | -------------------- | ------------------ | ----------- | --------- |
| 1     | Caitlin Leverenz     | Vereinigte Staaten | 2:10,63 min |           |
| 2     | Katinka Hosszú       | Ungarn             | 2:10,68 min |           |
| 3     | Alicia Coutts        | Australien         | 2:10,74 min |           |
| 4     | Beatriz Gómez Cortés | Spanien            | 2:13,93 min |           |
| 5     | Sophie Allen         | Großbritannien     | 2:14,72 min |           |
| 6     | Choi Hye-ra          | Südkorea           | 2:14,91 min |           |
| 7     | Kathryn Meaklim      | Südafrika          | 2:15,25 min |           |
| 8     | Barbora Závadová     | Tschechien         | 2:17,54 min |           |

### Vorlauf 5
30. Juli 2012
| Platz | Name                 | Nation         | Zeit        | Anmerkung |
| ----- | -------------------- | -------------- | ----------- | --------- |
| 1     | Ye Shiwen            | China          | 2:08,90 min |           |
| 2     | Kirsty Coventry      | Simbabwe       | 2:10,51 min |           |
| 3     | Stephanie Rice       | Australien     | 2:12,23 min |           |
| 4     | Hannah Miley         | Großbritannien | 2:12,27 min |           |
| 5     | Izumi Kato           | Japan          | 2:13,85 min |           |
| 6     | Stina Gardell        | Schweden       | 2:14,70 min |           |
| 7     | Natalie Wiegersma    | Neuseeland     | 2:16,24 min |           |
| 8     | Jekaterina Andrejewa | Russland       | 2:17,84 min |           |

## Halbfinale

### Lauf 1
30. Juli 2012
| Platz | Name             | Nation         | Zeit        | Anmerkung |
| ----- | ---------------- | -------------- | ----------- | --------- |
| 1     | Katinka Hosszú   | Ungarn         | 2:10,74 min |           |
| 2     | Hannah Miley     | Großbritannien | 2:10,89 min |           |
| 3     | Kirsty Coventry  | Simbabwe       | 2:10,93 min |           |
| 4     | Evelyn Verrasztó | Ungarn         | 2:11,53 min |           |
| 5     | Mireia Belmonte  | Spanien        | 2:11,54 min |           |
| 6     | Amit Ivry        | Israel         | 2:13,31 min |           |
| 7     | Izumi Kato       | Japan          | 2:14,47 min |           |
| 8     | Joanna Maranhão  | Brasilien      | 2:14,74 min |           |

### Lauf 2
30. Juli 2012
| Platz | Name                 | Nation             | Zeit        | Anmerkung |
| ----- | -------------------- | ------------------ | ----------- | --------- |
| 1     | Ye Shiwen            | China              | 2:08,39 min | OR        |
| 2     | Alicia Coutts        | Australien         | 2:09,83 min |           |
| 3     | Caitlin Leverenz     | Vereinigte Staaten | 2:10,06 min |           |
| 4     | Ariana Kukors        | Vereinigte Staaten | 2:10,08 min |           |
| 5     | Stephanie Rice       | Australien         | 2:10,80 min |           |
| 6     | Li Jiaxing           | China              | 2:12,69 min |           |
| 7     | Theresa Michalak     | Deutschland        | 2:13,24 min |           |
| 8     | Beatriz Gómez Cortés | Spanien            | 2:15,12 min |           |

## Finale
Siegerin Ye Shiwen konnte in diesem Wettbewerb den olympischen Rekord gleich zwei Mal verbessern.

Shiwen, die auch über die 400-Meter-Distanz Olympiasiegerin wurde (28. Juli 2012) ist die sechste Schwimmerin, die fünfte in Folge, die das Double über 200 und 400 Meter Lagen gewinnt.
31. Juli 2012, 20:43 Uhr MEZ
| Platz | Name             | Nation             | Zeit        | Anmerkung   |
| ----- | ---------------- | ------------------ | ----------- | ----------- |
| 1     | Ye Shiwen        | China              | 2:07,57 min | OR, ASR, NR |
| 2     | Alicia Coutts    | Australien         | 2:08,15 min |             |
| 3     | Caitlin Leverenz | Vereinigte Staaten | 2:08,95 min |             |
| 4     | Stephanie Rice   | Australien         | 2:09,55 min |             |
| 5     | Ariana Kukors    | Vereinigte Staaten | 2:09,83 min |             |
| 6     | Kirsty Coventry  | Simbabwe           | 2:11,13 min |             |
| 7     | Hannah Miley     | Großbritannien     | 2:11,29 min |             |
| 8     | Katinka Hosszú   | Ungarn             | 2:14,19 min |             |

## Bildergalerie

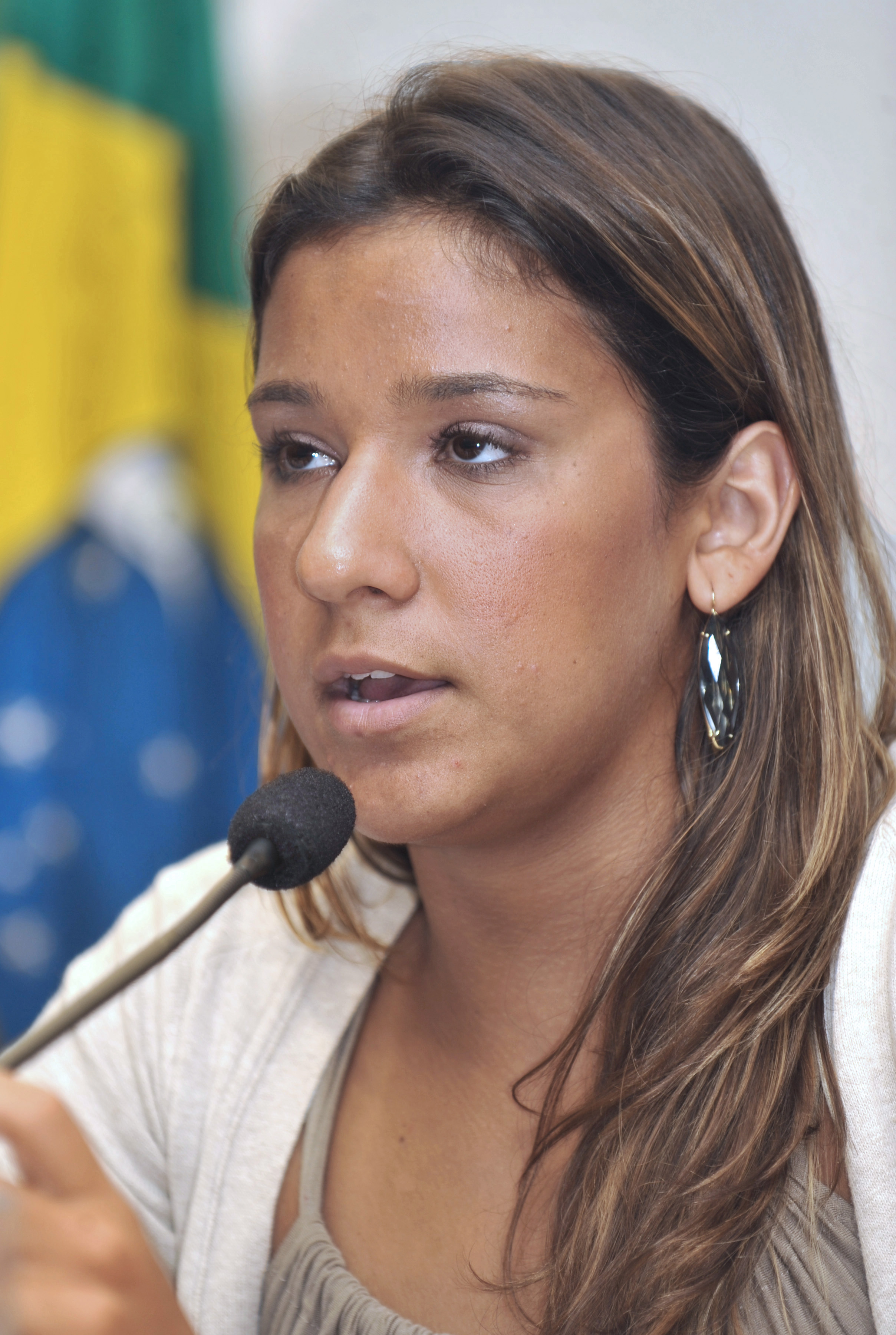
Joanna Maranhão (BRA) scheitert im Halbfinale
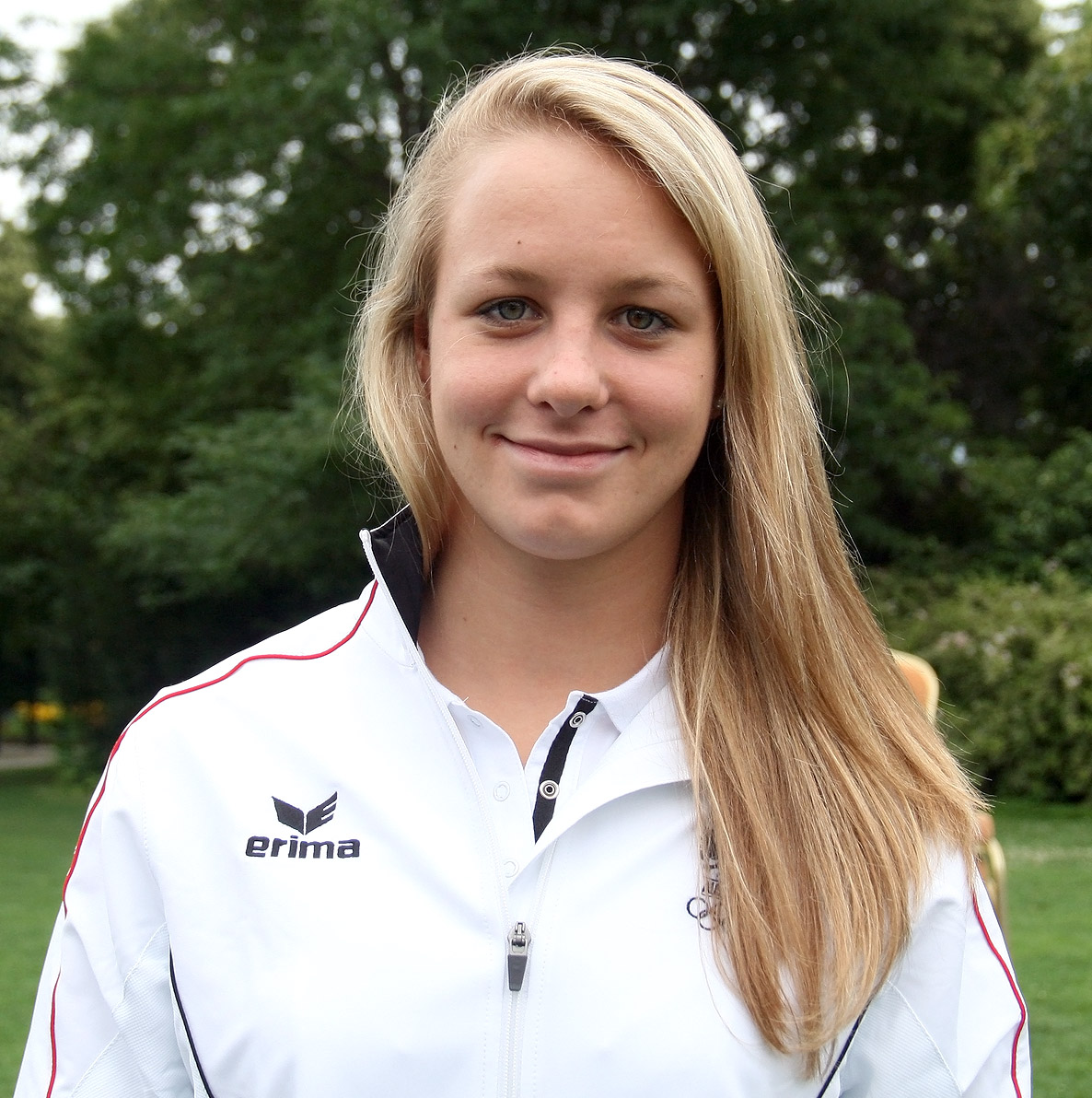
Lisa Zaiser (AUT) scheidet im Vorlauf aus

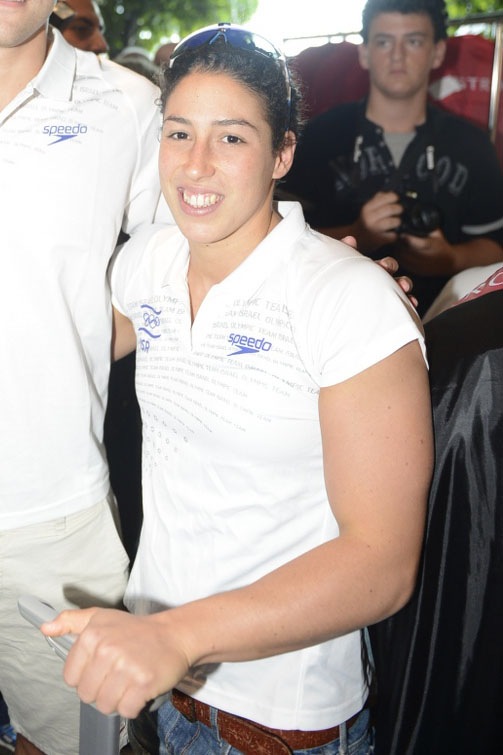
Amit Ivry (ISR) scheidet im Halbfinale aus
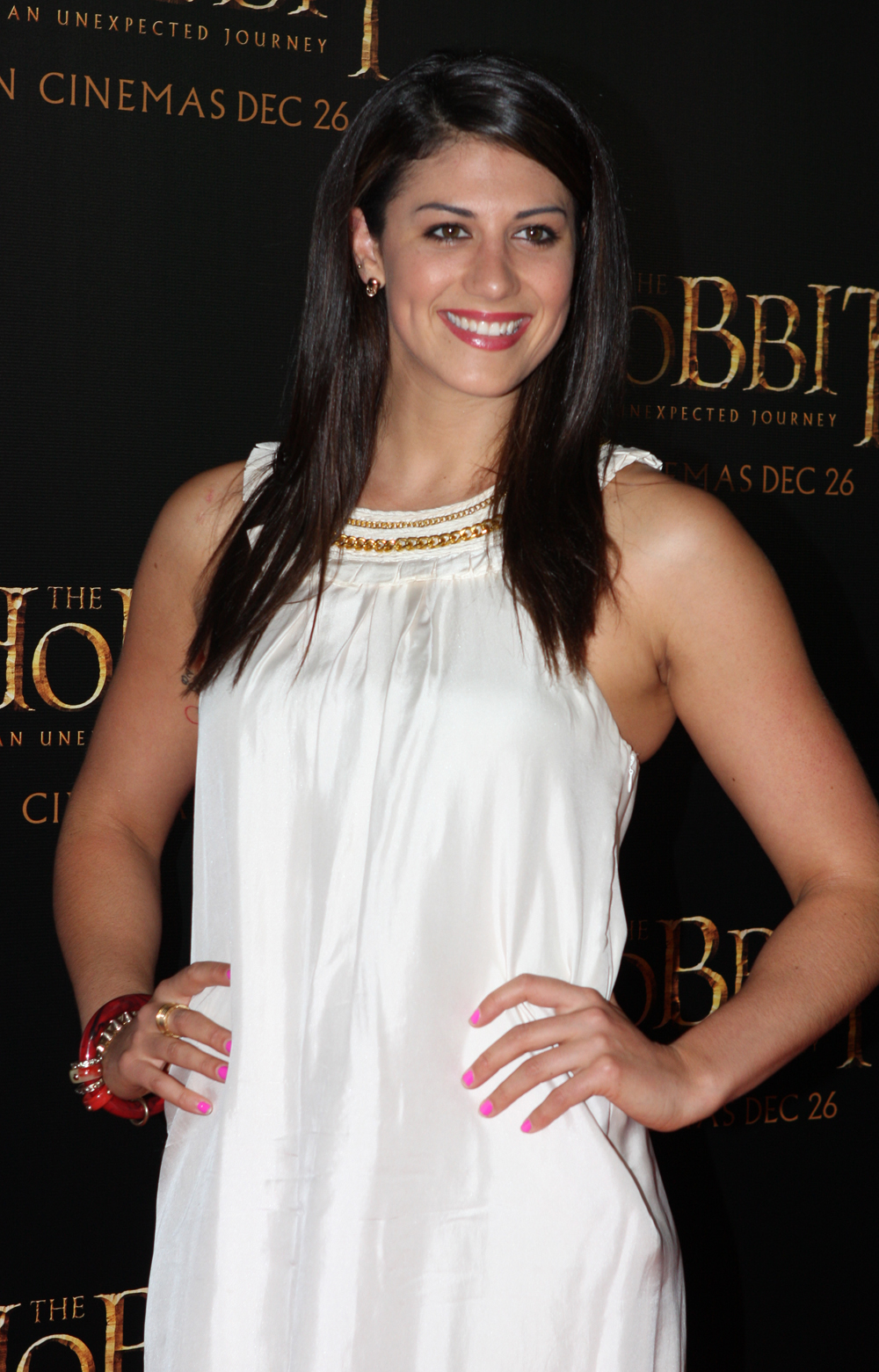
Titelverteidigerin Stephanie Rice (AUS) erreicht im Finale Platz 4
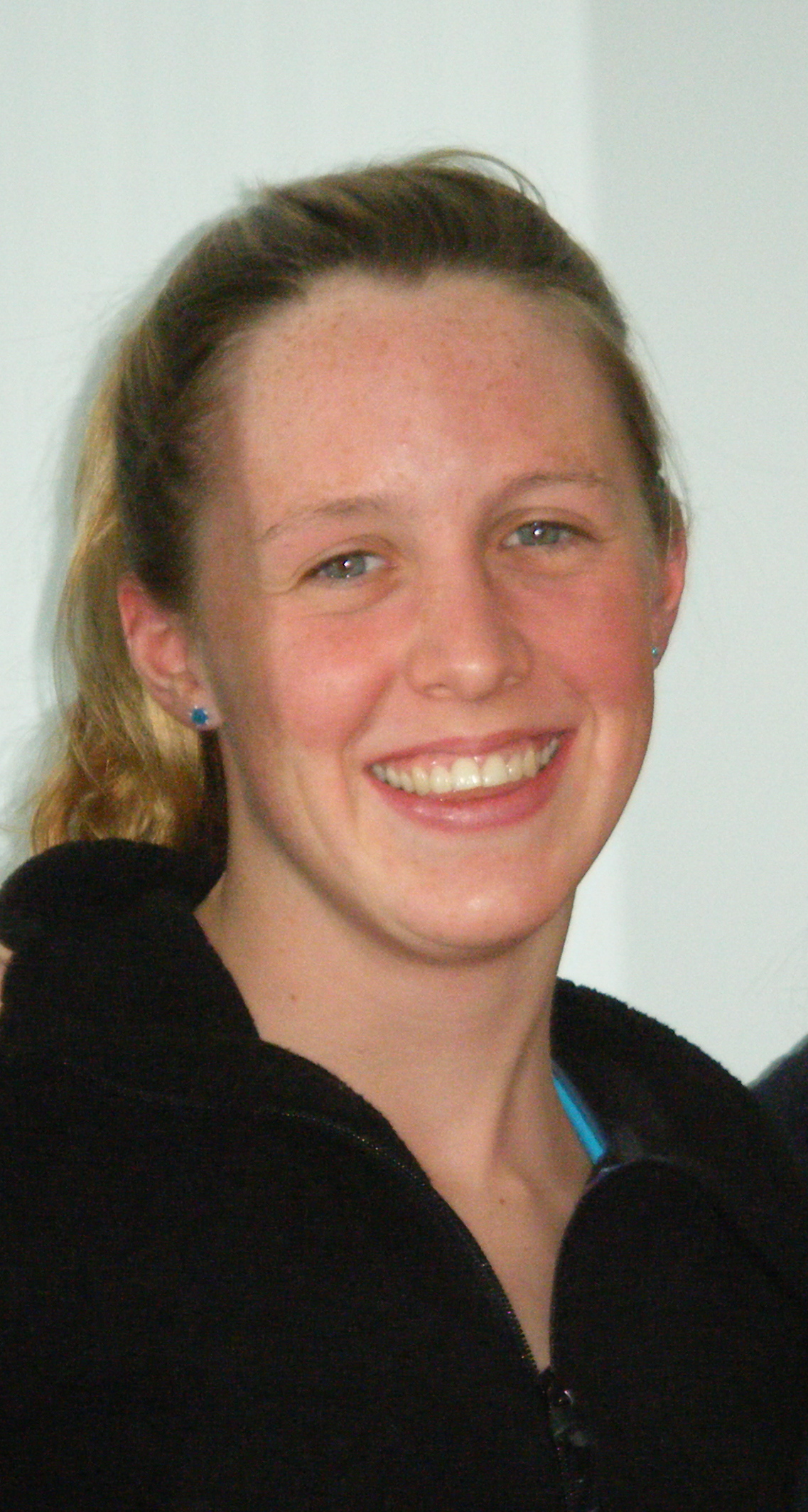
Lokalmatadorin Hannah Miley (GBR) schwimmt im Finale auf Platz 7